# Oratorio della Confraternita dei Disciplinati di San Francesco
L'Oratorio della Confraternita dei Disciplinati di San Francesco, chiamato anche Oratorio di San Francesco dei nobili è un edificio religioso di Perugia del XVI secolo.

## Storia
L'edificio religioso appartiene a una delle tre confraternite perugine: San Francesco, Sant'Agostino e San Domenico; nel 1472 le tre confraternite si unirono e nel 1890 si trasformarono in Pio Sodalizio Braccio Fortebracci (è in questo di San Francesco che è conservato l’archivio storico delle tre confraternite). Queste confraternite, sorte per scopi assistenziali, inizialmente con una composizione sociale varia, con il generale processo di aristocratizzazione, restrinsero in seguito la partecipazione ai soli nobili.

## Descrizione

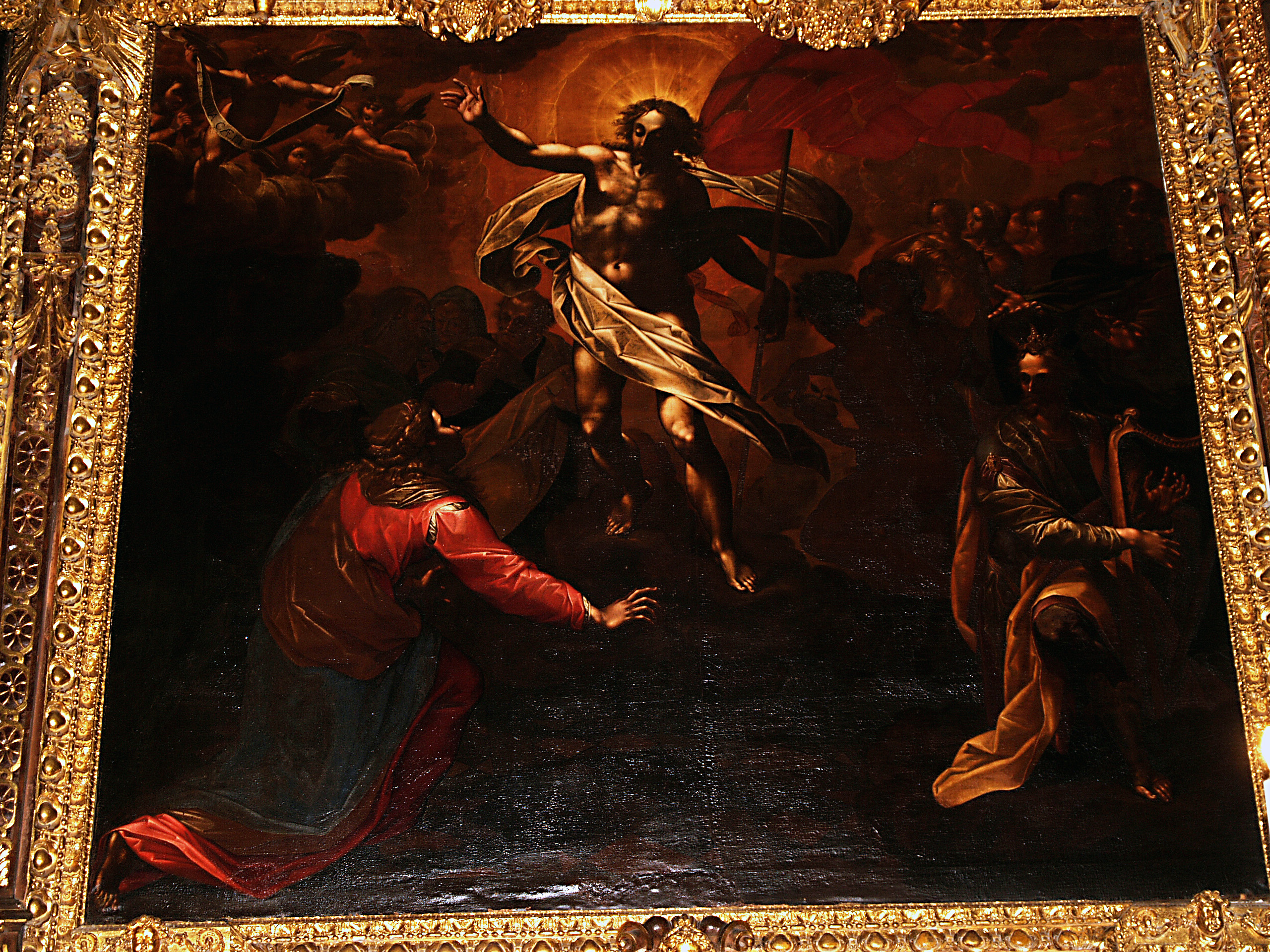
Resurrezione di G.A. Scaramuccia (1611-27)

È uno degli esempi più interessanti del primo barocco perugino di matrice controriformata. Conserva nel vestibolo pregevoli stucchi dello scultore Jean Regnaud (1675-76), detto lo Sciampagna, artista francese di Champagne operante a Roma nell'orbita del Bernini. All'interno, ai lati delle pareti, si trova il più importante complesso pittorico del perugino Giovanni Antonio Scaramuccia (1611-1627), con scene mariane e cristologiche. Sulla parete opposta all'altare grande tela di Bernardino Gagliardi (1657), con S. Domenico e S. Agostino. La pala d'altare è del manierista Leonardo Cungi (1558), ai due lati due dipinti di Paolo Gismondi (1665), allievo di Pietro da Cortona.
Il soffitto a cassettoni, in legno intagliato e dorato, è di G. di Marco e di Maestro Ercole (1570-74). I seggi sono intagliati dal perugino Marco Pace e dall'eugubino Sciarra Bovarelli (1584). Pregevoli i seggi dei Priori e dei Regolatori di Giampietro Zuccari, di Sant'Angelo in Vado (1618-20). In sacrestia si trova il Gonfalone processionale raffigurante la Flagellazione (1480), di Pietro Galeotto, maestro locale con evidenti influssi fiamminghi.

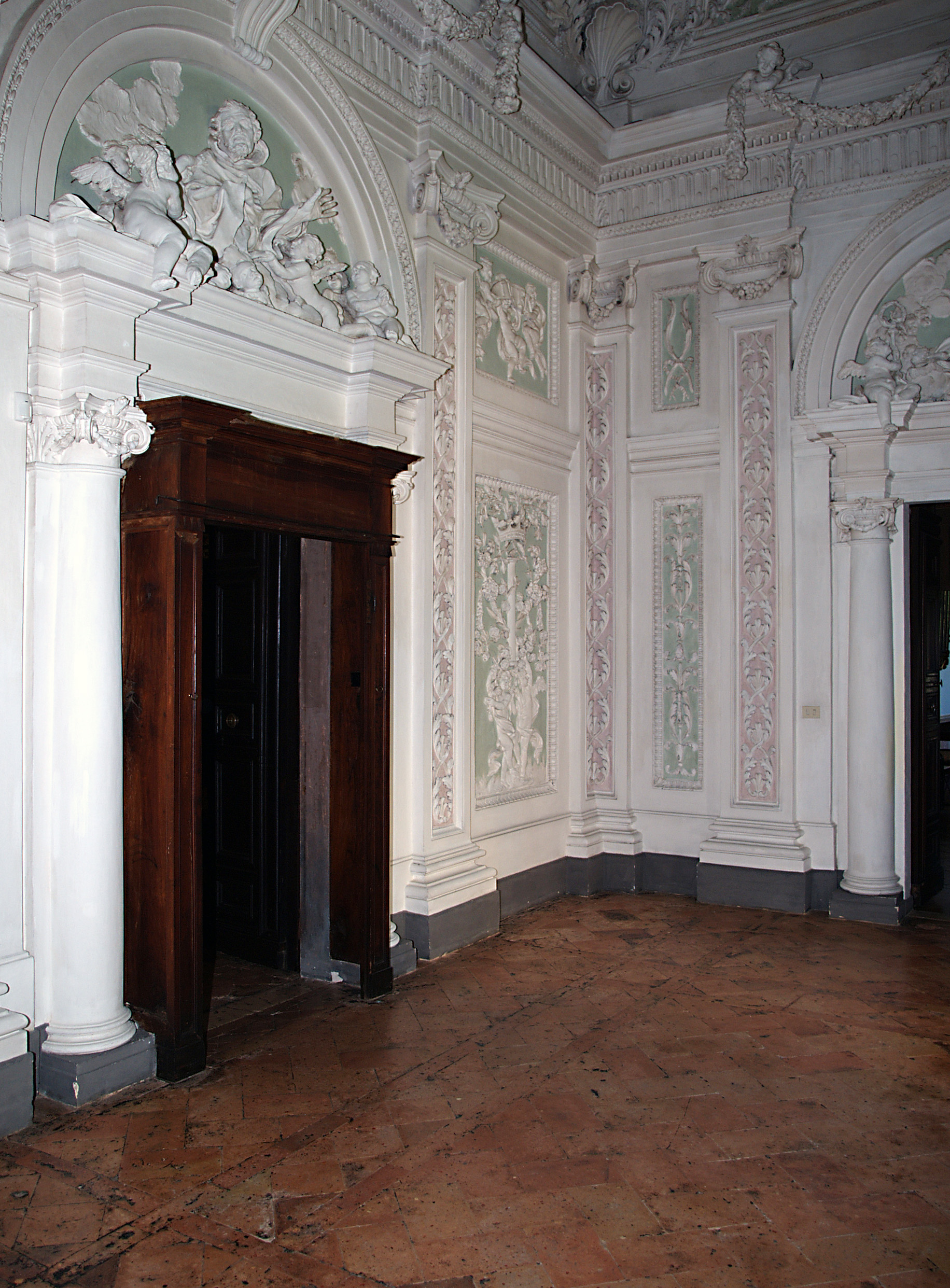
Vestibolo dell'oratorio
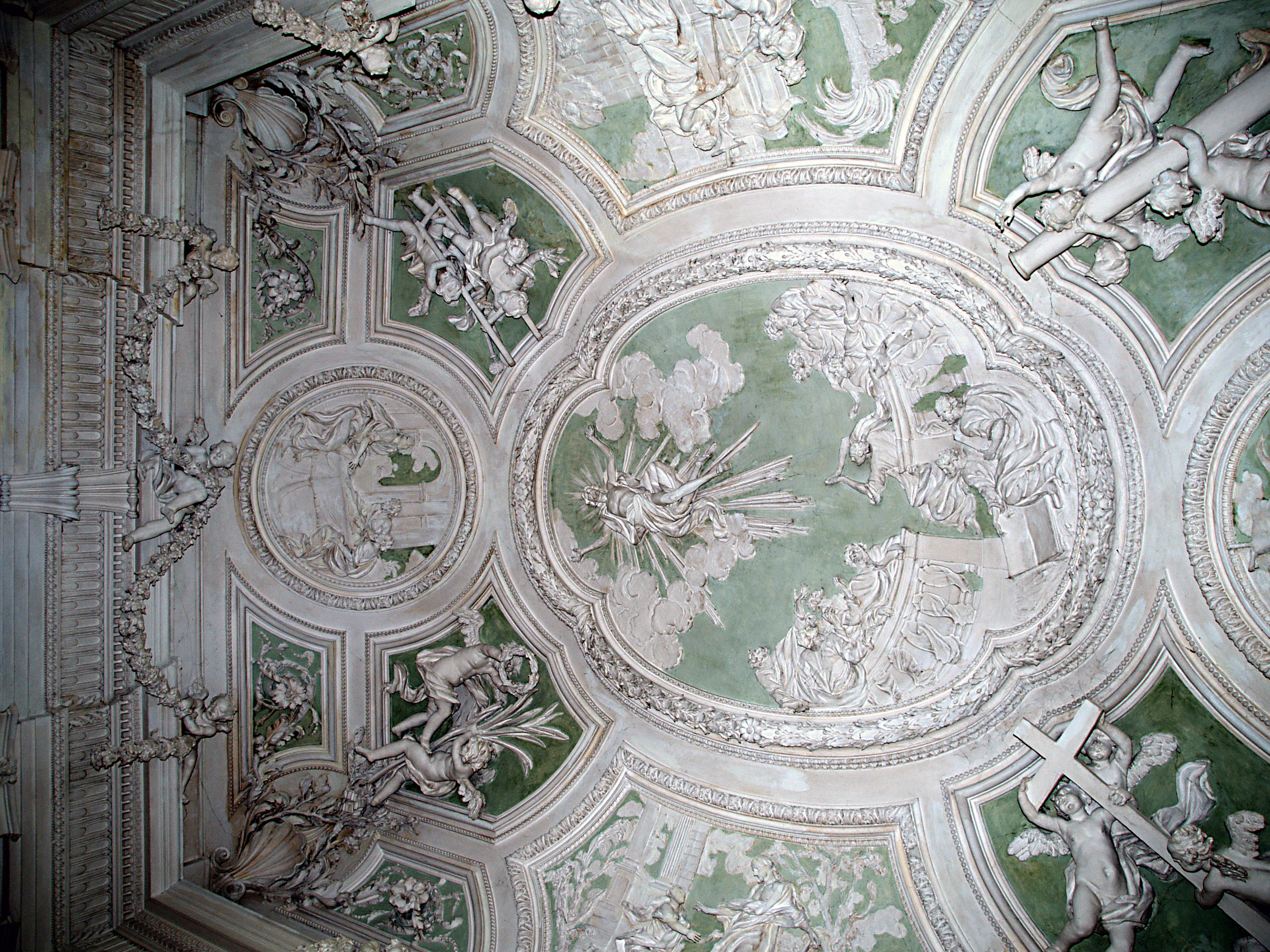
Volta del vestibolo Oratorio San Francesco dei Nobili, stucchi di Jean Regnaud di Sciampagna
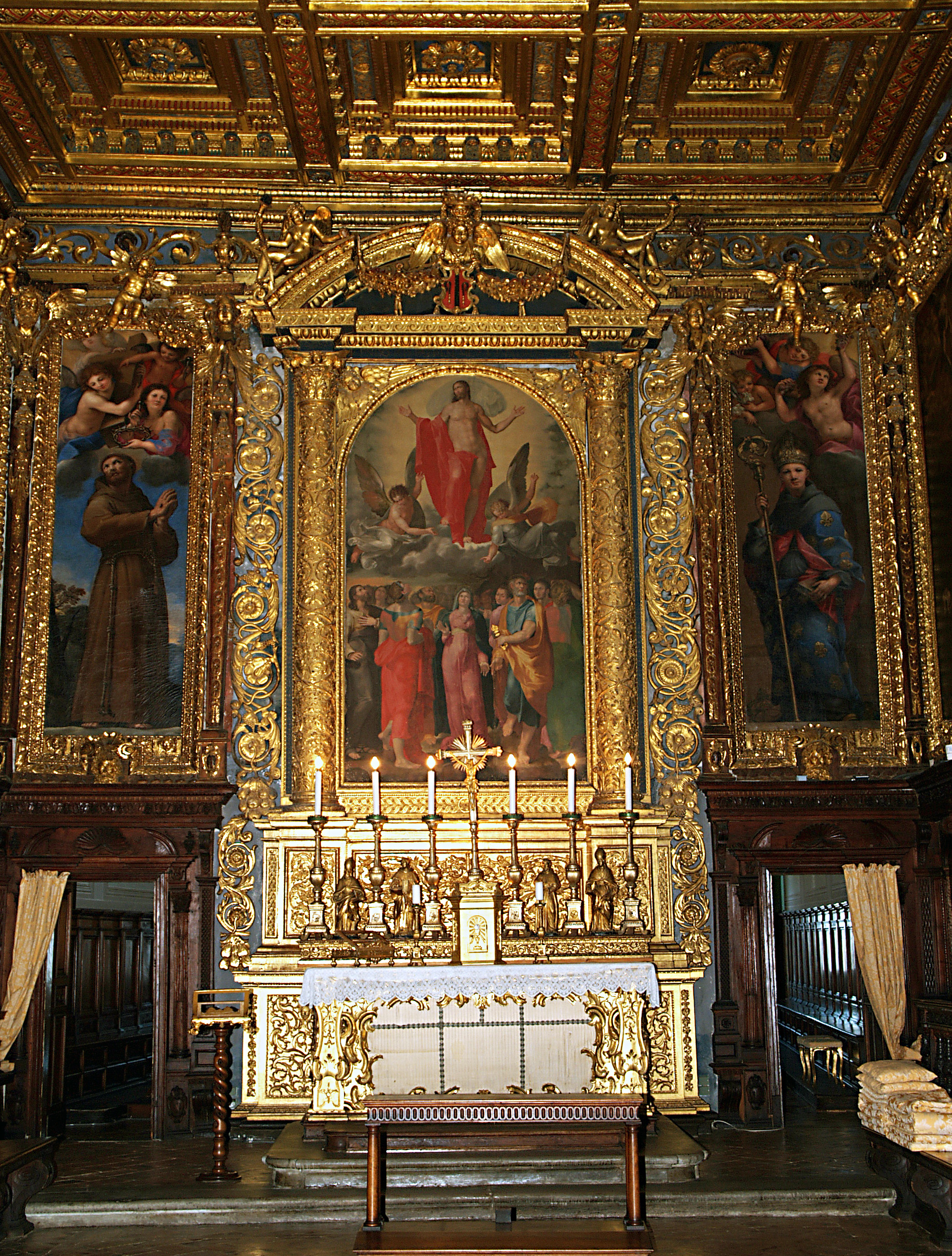
Pala di Leonardo Cungi, 1558